# Lonquén
Lonquén – miasto w Chile, w regionie Region Metropolitalny Santiago, w prowincji Talagante.